# گزاویه دارکو
گزاویه دارکو (فرانسوی: Xavier Darcos‎؛ زادهٔ ۱۴ ژوئیهٔ ۱۹۴۷) سیاستمدار اهل فرانسه است.
وی در ۱۳ ژوئن ۲۰۱۳ به عضویت فرهنگستان فرانسه انتخاب شد.
گزاویه همچنین برندهٔ جوایزی همچون لژیون دونور (فرمانده) شده‌است.